# Ernesto Labarthe
Ernesto Labarthe (2 de junho de 1956) é um ex-futebolista peruano. Ele competiu na Copa do Mundo FIFA de 1978, sediada na Argentina, na qual a seleção de seu país terminou na oitava colocação dentre os 16 participantes.